# 47 Ronin : Le Sabre de la vengeance
Pour les articles homonymes, voir 47 rōnin (homonymie).
Ne doit pas être confondu avec Blade of the Ronin.
Série
47 Ronin
(2013)
Pour plus de détails, voir Fiche technique et Distribution.
47 Ronin : Le Sabre de la vengeance (Blade of the 47: Revenge of the Onna-Bugeisha) est un film américain réalisé par Ron Yuan (en), sorti en 2022. Il fait suite à 47 Ronin de Carl Erik Rinsch, sorti en 2013. Les événements se déroulent 300 ans après le film avec Keanu Reeves.

## Synopsis
De nos jours, les rōnin — samouraïs sans maître — opèrent dans le secret depuis des siècles.

## Fiche technique
Sauf indication contraire, les informations mentionnées dans cette section peuvent être confirmées par la base de données cinématographiques IMDb,  présente dans la section « Liens externes ».
- Titre : 47 Ronin : Le Sabre de la vengeance
- Titre original : Blade of the 47: Revenge of the Onna-Bugeisha
- Réalisation : Ron Yuan (en)
- Scénario : John Swetnam, Aimee Garcia et A. J. Mendez
- Musique : n/a
- Décors : Joseph C. Nemec III
- Costumes : Tóth András Dániel et Godena-Juhász Attila
- Photographie : L. T. Chang
- Montage : Charles Norris
- Production : Tim Kwok

Coproducteurs : Jonathan Halperyn, Daniel Kresmery et Ron Yuan
- Sociétés de production : Hero Squared, Scrappy Heart Productions, Universal 1440 Entertainment et Universal Pictures
- Société de distribution : Universal Pictures (France)
- Budget : n/a
- Pays de production :  États-Unis
- Langue originale : anglais
- Format : couleur - 2:1 - son Dolby Digital
- Genre : action, fantastique, arts martiaux, cyberpunk
- Date de sortie[1] :
  - Monde : 25 octobre 2022 (sur Netflix)
  - France : 25 janvier 2023 (en vidéo)[2]

## Distribution
- Anna Akana (VF : Aurore Saint-Martin) : Luna
- Mark Dacascos (VF : Jean-Philippe Puymartin) : Shinshiro
- Teresa Ting (VF : Virginie Hénocq) : Onami
- Mike Moh (VF : Adrien Solis) : Reo
- Dustin Nguyen (VF : Cédric Ingard) : Nikko
- Chris Pang (en) (VF : Julien Allouf) : Arai
- Dan South Worth (VF : Jean-Marc Charrier) : Yurei
- Nino Furuhata (VF : Rémi Gutton) : Dash
- Chikako Fukuyama (VF : Annie Kavarian) : Aya
- Yoshi Sudarso (VF : Jerome Wiggins) : Sun
- Enikö Fülöp (VF : Nathalie Aranda) : Hana
- Luna Fujimoto (VF : Audrey Le Bihan) : Mai
- Akira Koieyama (VF : Norbert Haberlick) : Ikeda
- Dai Tabuchi (VF : Jerome Wiggins) : Hirano
- Gen Seto (VF : Jerome Wiggins) : Maeda
- Michael Daramola (VF : Julien Allouf) : Okoro
- András Kállay-Saunders (VF : Jerome Wiggins) : Bully
- Shuang Wu (VF : Nathalie Aranda) : Hostess
- Jimmy Pham (VF : Jerome Wiggins) : Nero on Fire
Version française
  - Studio de doublage : CinéKita
  - Direction artistique : Françoua Garrigues

## Production

### Genèse et développement
En août 2020, il est annoncé qu'une suite à 47 Ronin est en développement avec Ron Yuan à la réalisation. Ce dernier décrit le film comme un « mélange des genres » : arts martiaux, action, horreur et cyberpunk. Il est précisé que l'intrigue se déroulera 300 ans après le premier film. Cette suite est produite par Universal 1440 Entertainment et distribuée par Netflix,,.
En avril 2021, Aimee Garcia et A. J. Mendez sont annoncées comme scénaristes, une grande première pour elles. En décembre 2021, John Swetnam est également annoncé comme coscénariste.

### Attribution des rôles
En décembre 2021, Anna Akana et Mark Dacascos sont choisis pour les rôles principaux. Teresa Ting, Mike Moh, Dustin Nguyen, Yoshi Sudarso ou encore Chris Pang (en) sont ensuite annoncés,.

### Tournage
Le tournage débute en décembre 2021 à Budapest en Hongrie,.